# Katipo Pura
Katipo Pura is een bestuurslaag in het regentschap Indragiri Hulu van de provincie Riau, Indonesië. Katipo Pura telt 703 inwoners (volkstelling 2010).